# Buit quàntic
En teoria de camps quàntics, el buit quàntic (també anomenat buit) és l'estat quàntic amb la menor energia possible. Generalment no conté partícules físiques. El terme "energia del punt zero" es fa servir ocasionalment com a sinònim del buit quàntic d'un determinat camp quàntic.
D'acord amb el que s'entén actualment per buit quàntic o "estat de buit", aquest "no és un simple estat buit des de cap punt de vista" i, a més, "és un error pensar en qualsevol buit físic com un espai buit absolut".
D'acord amb la mecànica quàntica, el buit quàntic no està realment buit, sinó que conté ones electromagnètiques fluctuants i partícules que també fluctuen entre l'existència i la desintegració.
Segons les teories modernes de partícules elementals, el buit és un objecte físic, es pot carregar d'energia i es pot convertir a diversos estats diferents. En el marc de la seva pròpia terminologia, els físics parlen de diferents tipus de buits. El tipus de partícules elementals, així com la seva massa i les seves interaccions, estan determinats pel buit subjacent. La relació entre les partícules i el buit és similar a la relació entre les ones mecàniques i el medi pel qual es propaguen. Els tipus d'ones i la velocitat a la que viatgen varien en funció del medi.